# رايمبيك باتير
رايمبيك باتير (بالقازاقية: Райымбек батыр)، هي محطة لخطوط الشبكة الحضرية بألماتي في كازاخستان. افتتحت المحطة في 1 ديسمبر 2011. سميت تكريما للبطل الكازاخي الشهير من القرن الثامن عشر الذي قاتل بنجاح الدزونغار.